# Ereunetea fulgida
Ereunetea fulgida là một loài bướm đêm trong họ Geometridae.